# ČZ 175 typ 477 motorkerékpár

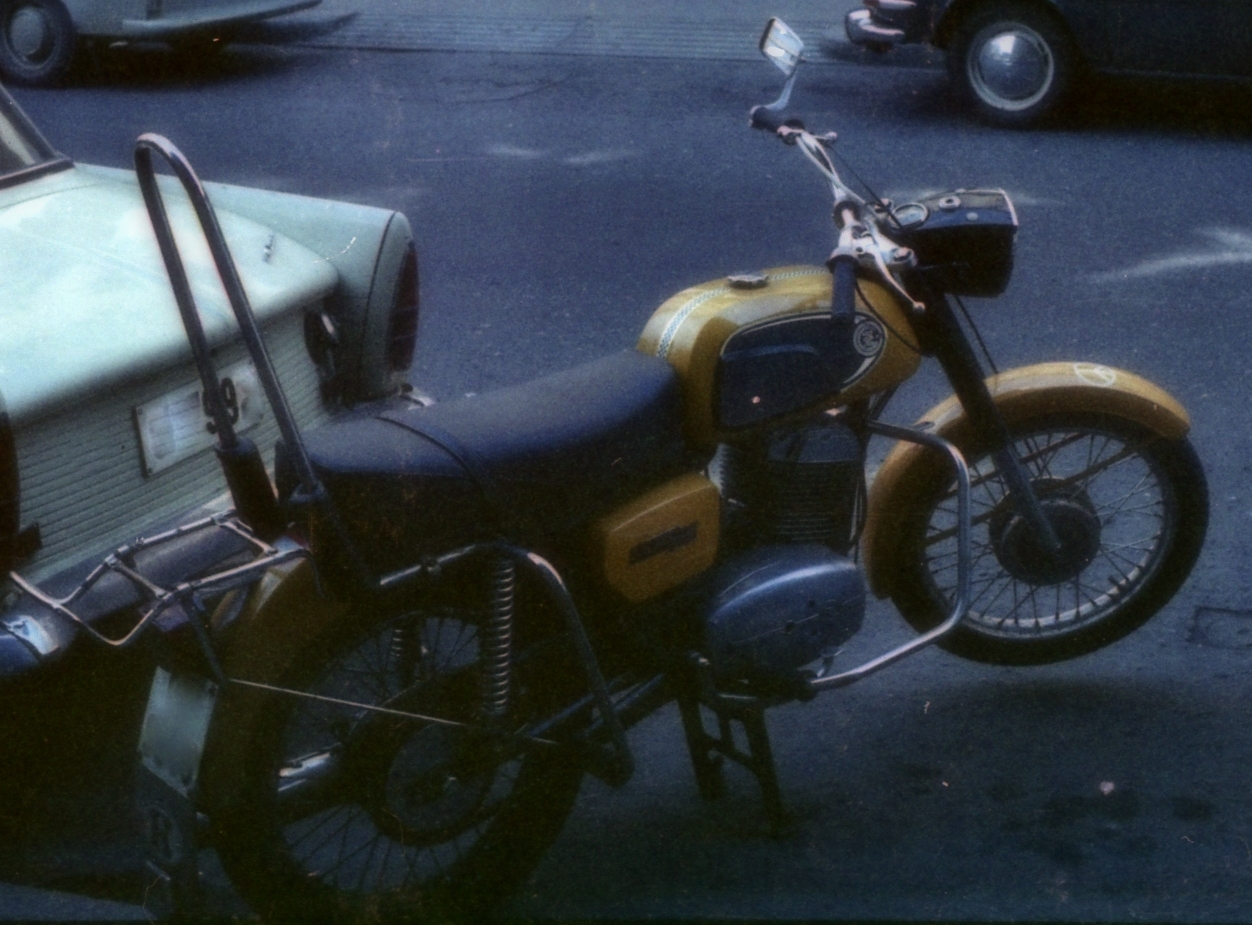

A ČZ 175 typ 477, vagy Čezetka 175 Sport csehszlovák gyártmányú, Magyarországon is népszerű motorkerékpár volt az 1970-es évek során. Gyártója a Česká zbrojovka, egy 1919-ben alapított fegyvergyár, melynek két üzemegysége volt. Uherský Brodban gyártották a kézifegyvereket, míg Strakonice városában a motorkerékpárokat. A tipus magyarországi népszerű neve Czetka Sport volt. 

## Műszaki jellemzői
A 477-es típus 1969-ben jelent meg, 1977-ig hét féle változatban gyártották. A leghosszabb ideig készült változata az 1972 és 1977 között gyártott 477.1-es modell, mely Magyarországon is igen népszerű volt. A motor külső megjelenése fiatalos és sportos. Okkersárga és fekete, valamint piros és ezüst színekben gyártották. A váz színe fekete. A hivatalosan megadott végsebessége 100-110 km/óra, de jó állapotú motorral el lehetett érni nagyobb sebességet is.  
Kétütemű, egyhengeres, léghűtéses motorja 172 cm³. A 477.0-s modell keverékolajozású, a 477.1-es akkoriban különlegességnek számító nyomóolajozással rendelkezett. A motor furata 58 mm, lökete 65 mm. A dugattyúcsapszeg tűgörgős csapágyazású, így kevesebb olajra van szüksége. A tank 11 literes, a fogyasztás kb. 3 liter. A cserélhető papír légszűrő az ülés alatt található. Az akkumulátoros gyújtást bütyköstengely és mechanikus megszakítópár végzi, mely a jobb oldalon, kis fedél alatt található, a beállítást is onnan lehet végezni. Az előgyújtás fix 2,9 mm és nem fordulatszám függő.
Váltója 4 fokozatú, lábbal működtetett. Az első fokozatot felfelé, a többit lefelé lehet kapcsolni. Különlegességnek számít a félautomata tengelykapcsoló, melynél csak indulásnál és kuplung csúsztatásnál kell a kézi kuplungolást alkalmazni, menet közbeni fel- és leváltásnál nem kell kézzel kuplungolni. A váltóolaj betöltőnyílása a blokk bal oldalának tetején található, egy nagy csavar formájában. Oldalt található a  váltóolaj szintjének ellenőrzésére szolgáló, csavarral záródó nyílás. Az olajszintnek a nyilásig, de nem tovább kell érnie. A leeresztő csavar a blokk alján van. 
Érdekesség, hogy a berúgókar és a váltókar azonos. A váltókar befelé tolva felugrik és berúgókarként működik, Visszahajtva a helyére ugrik, így lehet vele váltani. A kuplung parafa lamellás, olajfürdős. 
Elől és hátul dobfékek vannak, az elsőt a jobb kézzel bowdenen keresztül, a hátsót a jobb lábbal félmerev rudazaton keresztül lehet működtetni.
A modell egyik érdekessége a kétütemű járműveknél akkoriban szokatlan nyomóolajozás. Az ülés alatt, a bal oldalon lévő 1 literes tartályba kell a kétütemű olajat tölteni, a tankba tiszta benzin kerül. Az olajat egy szivattyú juttatja a tartályból a porlasztó motor felőli végéhez, ahonnan a légáramlás ragadja magával a motorba. Az olajszintet külön műszer nem figyeli, de a tartályon egy kis kerek ablak van, amin lehet látni az alacsony olajszintet. Az olaj kifogyása súlyos problémát, azonnali motorbesülést okoz, ezért mindig oda kell figyelni a megfelelő olajmennyiségre. Az 1 liter olaj kb. 1500 kilométerre elegendő. 
A kis méretű akkumulátor 6 V-os, az ülés alatt, jobbra található dobozban van elhelyezve. A töltésről a főtengelyről meghajtott 45-60 wattos dinamó és rezgőnyelves feszültségszabályzó gondoskodik, utóbbi a bal oldalon, az olajtartály alatt van. A kürtöt és a gyújtótrafót a benzintank két oldala között, rejtve helyezték el. A fényszóró kétszer 35 wattos. 
A lapos és hosszú ülés két személy számára elegendő méretű. Műbőr borítású, közepén az utas számára kapaszkodó található, alatta keményebb, de rugalmas habanyag van. Az ülés zárja azonos a kormányzáréval, közvetlenül az ülés alatt, balra található. Kinyitva az ülés lemelhető, alatta szerszámok és pótalkatrészek számára kialakított hely van. A légszűrőt is innen lehet elérni. A kormánykar dőlése – rajta a kuplung- és fékkar helyzete – állítható. Az utas lábtartója fel- és lehajtható. A támasztóbak a bal oldalról érhető el, a motorkerékpár ráemelve stabilan áll.

## Kezelőszervek
- Indítókulcs – teljesen benyomva kapcsolja a gyújtást. Teljesen, vagy félig benyomva, majd jobbra forgatva a helyzetjelzőket, majd fényszórót kapcsolja. A kulcs igen egyszerű kialakításánál fogva biztonsági szerepet nem játszik.
- sebességmérő – kilométer számlálóval és belső világítással is rendelkezik.
- töltés visszajelző – a lámpafejen balra lévő, narancs fényű lámpa.
- országúti reflektor visszajelző – a lámpafejen, jobbra lévő, kék fényű lámpa.
- kormányzár – a lámpafej alatt, a vázon, bal oldalon található kulcsos zár, mely a kormány elhajtását gátolja.
- olajbetöltő – az ülés alatt, a bal oldalon lévő tartály, kb. 1 liter űrtartalommal. Alatta az olajszint megfigyelő ablaka látható.
- benzincsap – a benzintank alatt, balra található. Vízszintes állásban elzárva, felfelé állásban normál módon nyitva. Ha ekkor a benzin kifogy, még át lehet váltani az alsó állásra, ekkor mintegy 2 liter még felhasználható a teljes kifogyásig.
- úsztató – a porlasztó tetején lévő kis gomb, mely rövid ideig lenyomva további üzemanyagot enged a porlasztóba. Hidegindításnál használják.
- A kormány kezelőszervei megfelelnek a szokásosnak – balra a kuplung, kis elektromos kapcsoló a tompított és országúti világításnak, kis nyomógomb a kürtnek. Jobbra a gáz és az első fék.
- A berúgókar, egyben sebességváltókar a bal oldalon, a lábfék karja a jobb oldalon van.

## Karbantartás
A legfontosabb a motorolaj szintjének rendszeres ellenőrzése és utántöltése. A mechanikus gyújtás megszakítópárját rendszeresen tisztítani kell, ilyenkor a megszakítóhézagot és előgyújtást is be kell állítani. Előbbi 0.35-0,4 mm, utóbbi 2,9 mm. A gyújtást vezérlő bütyköstengely kenőfilcére néhány csepp finom gépolajat kell időnként csepegtetni. A gyújtógyertyát is rendszeresen kell tisztítani, a hézagot 0,6 – 0,7 mm-re állítani. 
A lánc feszességét is ellenőrizni kell, a túl feszes lánc gyorsan kopik, esetleg elszakad, a túl laza könnyen leesik. A normál lazaság kb. 2-3 cm szabad lengés az alsó szakaszon. A láncfeszesség a kerékagy mentén állítható. A láncot időközönként petróleummal tisztítani, majd zsírozni célszerű. Az első és a hátsó fékek a kerékdob mellett, szárnyasanyával állíthatók, a kerekeknek szabadon kell futniuk fékezés nélkül. 
A sebességváltó olajszintjét (főként az olajfürdős kuplung miatt) szintén gyakorta ellenőrizni kell, ehhez a fedél oldalán található nívószint jelző nyílás csavarját ki kell tekerni, és annyi olajat kell utána tölteni, hogy a csavarnyíláson éppen folyni kezdjen. A váltóolajat időközönként cserélni kell (kb. 20000 km, vagy két év). A kuplungot is lehet állítani, középen kell fognia. Elengedett állapotban nem csúszhat, a kart behúzva teljesen bontania kell. A menet közben csúszó kuplung parafa lamellái leéghetnek. 
Az akkumulátor vízszintjét havonta ellenőrizni kell, szükség esetén ioncserélt vízzel utána kell tölteni, hogy a lamellákat a víz ellepje. Ilyenkor az esetleg kicsapódott sókat is el kell távolítani. A porlasztót alkalmanként tisztítani kell. Az alapjáratot úgy kell beállítani, hogy lassan, de már egyenletesen forogjon a motor. A légszűrőt időközönként ellenőrizni kell, elpiszkolódás esetén vagy tisztítás, vagy csere szükséges.
Az olajjal töltött lengéscsillapítókat házilag nem célszerű szétszedni. Olajfolyás esetén szakemberhez kell fordulni.

## Problémák
- Az olajszint nehezen követhető, az olaj kifogyása pár kilométeren belüli motorbesülést eredményez.
- Az egyes elemek hajlamosak a rozsdásodásra, a lámpafej a beázásra.
- A gázbowden végéről hajlamos leszakadni a kerek végződés, ebben az esetben gyors segítség gyanánt le kell bontani a bowden külső acélburkolatáról pár centit, majd a szintén acél belsőre csomót kell kötni, így tovább lehet menni. A munka nehéz, csípőfogó is kell hozzá.
- A motor nyáron, különösen városban, vagy emelkedőn könnyen túlmelegszik.
- A hajtólánc (pl. az MZ motorokkal szemben) nyitottan halad, ezáltal gyorsabban kopik.